# FC Wacker Innsbruck (2002)
Der FC Wacker Innsbruck ist ein österreichischer Fußballverein aus der Tiroler Landeshauptstadt Innsbruck. Die Männermannschaft spielt seit der Saison 2025/26 in der Regionalliga West, Österreichs dritthöchster Spielklasse, und das Team der Frauen in der 2. Frauenliga, der zweithöchsten Liga im österreichischen Frauenfußball. Die Vereinsfarben des Klubs sind Schwarz-Grün, gespielt wird im Innsbrucker Tivolistadion.
Der Klub geht auf den 2002 gegründeten FC Wacker Tirol zurück, der 2007 als Reminiszenz an den fünffachen österreichischen Meister Fußballclub Wacker Innsbruck wieder den Traditionsnamen Wacker Innsbruck angenommen hat und die entsprechenden damit verbundenen Traditionen pflegt.

## Hintergründe

Wappen bis 30. Juni 2007

Wappen zwischen Juli 2007 und Juni 2014

Wappen des alten FC Wacker

Der FC Wacker Tirol sah sich bei seiner Gründung am 21. Juni 2002 als eine Art inoffizieller Nachfolger des FC Tirol, der zuvor in Konkurs gegangen war und sich daraufhin auflöste. Aus diesem Grunde führt der FC Wacker Tirol auch einen Stern im Wappen, als Zeichen für die zehn Meistertitel, die der FC Tirol für sich beanspruchen konnte (siehe erstes Bild). Da die Fans den Namen FC Wacker Tirol aber strikt ablehnten, sich als rein Innsbrucker Verein sahen und das Image des in Konkurs geschlitterten Vorgängervereins ablegen wollte, besann man sich wieder traditionellen Werten und beschloss, zum traditionsreichen Namen FC Wacker Innsbruck zurückzukehren. Rechtliche Verbindungen zu dem Vorgängerverein bestehen keine. Am 23. Februar 2007 wurde die Umbenennung in FC Wacker Innsbruck in der Generalversammlung mehrheitlich beschlossen, die am 1. Juli 2007 durchgeführt wurde. Eine Fusion des Wacker-Tirol-Wappens mit dem ehemaligen Wappen des FC Wacker Innsbruck (siehe drittes Bild) stellte das neue Emblem des Vereins dar (zweites Bild). Dieses Wappen war insbesondere innerhalb der Fanclubs umstritten; sie verwendeten mehrheitlich das Ursprungswappen und setzen sich dafür ein, es als Vereinswappen einzuführen. Nachdem der FC Wacker Innsbruck im Jahr 2013 das 100-jährige Bestehen gefeiert hatte, beschlossen die Vereinsmitglieder 2014, symbolisch zum Ursprung zurückzukehren.

### Faninitiative: Fußballclub Wacker Innsbruck
Nach der Insolvenz des FC Tirol Innsbruck formierte sich 2002 eine Gruppe Innsbrucker Fußballanhänger, um dem FC Wacker Innsbruck neues Leben einzuhauchen. Unter dem Namen Fußballclub Wacker Innsbruck – Abkürzung: FC Wacker Innsbruck wurde ein Verein in das Vereinsregister eingetragen. Eine Umbenennung des FC Wacker Tirol war das Hauptinteresse der Vereinsmitglieder. Nach der erfolgten Einigung beider Vereine löste sich der Fußballclub Wacker Innsbruck – Abkürzung: FC Wacker Innsbruck mit Wirkung vom 11. Mai 2007 freiwillig auf. Die Vereinsmitglieder hatten mit der Umbenennung per 1. Juli 2007 ihr Ziel erreicht. In einem Kooperationsvertrag zwischen den beiden Vertragspartner wurde unter anderem die Überlassung der Wortbildmarke „FC Wacker Innsbruck“, der Fanbetrieb sowie die wechselseitige Unterstützung zwischen Verein und Faninitiative geregelt. Darüber hinaus stellt der Bundesligist FC Wacker Innsbruck der Faninitiative einen zweckgebundenen Betrag für Fanarbeit und die Weiterentwicklung der Fußballsubkultur in Innsbruck zur Verfügung. Der finanziell schwer angeschlagene Verein – Obmann Gerhard Stocker musste zur Lizenzerteilung (mit Auflagen in zweiter Instanz) für die Saison 2007/08 für Euro 800.000 haften – hatte damit nicht nur die Kosten für die Änderung der CI zu tragen, auch an die Faninitiative war eine Zahlung zu leisten.

### Der Mythos 1913
Der ehemalige FC Wacker Innsbruck geht auf eine Gründung im Jänner 1915 zurück. Nach dem Ersten Weltkrieg scheint jedoch 1913 als Gründungsjahr auf. Zum Ursprung dieser Jahreszahl gibt es mehrere Theorien, die jedoch nicht belegt werden können. Für die Tiroler Fußball-Fans ist das Jahr 1913 trotzdem fix mit dem Namen FC Wacker Innsbruck verbunden. Deswegen führte der neue FC Wacker Innsbruck bis Juni 2014 auch die Zahl 1913 im Wappen, obwohl er im Jahr 2002 gegründet wurde.

## Geschichte

### Geschichte des Vereins
| 2002–2008 | 2002–2008         | 2002–2008         | 2002–2008         | 2002–2008         | 2002–2008         | 2002–2008         | 2002–2008         |
| Saison | Platz (Teiln.)    | Sp                | S                 | U                 | N                 | Tore              | Pkt.              |
| Regionalliga West | Regionalliga West | Regionalliga West | Regionalliga West | Regionalliga West | Regionalliga West | Regionalliga West | Regionalliga West |
| --- | ----------------- | ----------------- | ----------------- | ----------------- | ----------------- | ----------------- | ----------------- |
| 2002/03 W1 | 01. (16)          | 30                | 26                | 02                | 02                | 101:17            | 080               |
| Erste Liga |                   |                   |                   |                   |                   |                   |                   |
| 2003/04 W2 | 01. (10)          | 36                | 22                | 06                | 08                | 065:44            | 072               |
| Bundesliga |                   |                   |                   |                   |                   |                   |                   |
| 2004/05 | 06. (10)          | 36                | 11                | 11                | 14                | 048:48            | 044               |
| 2005/06 | 09. (10)          | 36                | 10                | 12                | 14                | 044:55            | 042               |
| 2006/07 W3 | 09. (10)          | 36                | 08                | 10                | 18                | 040:64            | 034               |
| 2007/08 W4 W5 | 10. (10)          | 36                | 06                | 11                | 19                | 032:63            | 029               |
| Legende |                   |                   |                   |                   |                   |                   |                   |
| | Aufstieg          |                   |                   |                   |                   |                   |                   |
| | Abstieg           |                   |                   |                   |                   |                   |                   |
| W1 FC Wacker Tirol schafft als Spielgemeinschaft mit WSG Wattens den Aufstieg in die Erste Liga W2 Aufstieg in die Bundesliga W3 9. Platz (Klassenerhalt nur aufgrund Konkurs und Punkteabzug des GAK) W4 Umbenennung in FC Wacker Innsbruck W5 Abstieg in die Erste Liga |                   |                   |                   |                   |                   |                   |                   |

FC Wacker Tirol wurde am 21. Juni 2002 unter dem Obmann Michael Bielowski mit den Vereinsfarben schwarz-grün gegründet und wird als reiner Mitgliederverein geführt. Kurz nach Gründung des Vereins wurde mit der WSG Wattens die Spielgemeinschaft SpG WSG Wattens-FC Wacker Tirol eingegangen, um nicht in der letzten Spielklasse in den Spielbetrieb einsteigen zu müssen, praktisch war die Mannschaft der Spielgemeinschaft jedoch die von Wattens.
Die Spielgemeinschaft spielte in der Saison 2002/03 in der Regionalliga West unter Trainer Michael Streiter und wurde dort auf Anhieb Meister, danach wurde sie wieder aufgelöst. Wacker stieg mit der ehemaligen Wattens-Mannschaft unter dem neuen Trainer Helmut Kraft in die zweitklassige Erste Liga auf, die WSG spielte nunmehr mit ihrer Amateurmannschaft in der viertklassigen Tiroler Landesliga. Der FC Wacker erreichte auf Anhieb in der Saison 2003/04 den Meistertitel und damit den Aufstieg in die Bundesliga. In der Zwischenzeit, im März 2003 wurde Gerhard Stocker zum neuen Obmann gewählt.
Nur zwei Jahre nach dem Untergang des FC Tirol hatte das Bundesland Tirol damit in der Saison 2004/05 wieder einen Bundesligisten. Im ersten Jahr in der höchsten österreichischen Spielklasse konnten die Innsbrucker den 6. Platz erreichen, landeten jedoch im folgenden Jahr nur auf dem vorletzten Platz. In der Saison 2006/07 wurde der Klassenerhalt nur dank eines Punktabzuges für den GAK geschafft, sportlich landete die Mannschaft am letzten Platz. In dieser Zeit wurden die Trainer ausgewechselt: Nachdem Helmut Kraft im November 2004 den Verein verlassen hatte, folgte ihm Stanislaw Tschertschessow, František Straka, Klaus Vogler bis Lars Søndergaard im Juni 2007 zum Trainer bestellt wurde.
Aus sportlicher Sicht verlief die Saison 2007/08 negativ, sodass man nach 15 Spieltagen ohne Sieg abgeschlagen am Tabellenende lag. Aufgrund der anhaltenden sportlichen Erfolglosigkeit wurde am 22. Oktober 2007 die Trennung von Trainer Lars Söndergaard bekannt gegeben, und Helmut Kraft als neuer Sportdirektor vorgestellt. Im Anschluss stieg der Verein nach der Rückrunde in die Zweitklassigkeit ab.
Am 24. April 2008 gab Obmann Gerhard Stocker seinen Rücktritt und den sofortigen Rückzug aus dem Vorstand bekannt, am 28. April 2008 einigten sich der verbliebene Vorstand und Helmut Kraft über eine Vertragsauflösung zum 30. April 2008. Er wurde in der Folge durch den ehemaligen FC-Tirol-Spieler Walter Kogler ersetzt, welcher in der Folgesaison bevorzugt auf junge Akteure aus dem eigenen Nachwuchs setzen sollte.
Nach dem Abstieg aus der Bundesliga am Ende der Saison 2007/08 „verlor“ Wacker Innsbruck praktisch die komplette Bundesligamannschaft. Der Kader für die zweitklassige Erste Liga wurde vorwiegend mit jungen Spielern aus Tirol ergänzt.
| Spielerkader | | | |
| Tor | Verteidigung | Mittelfeld | Angriff |
| 2002/03: Pascal Grünwald 2002/03: Walter De Vora (Trainer) 2003–2007: Harald Planer 2003–2004: Helmut Bischofer 2004–2008: Željko Pavlović 2005–2007: Fabian Schumacher | 2002–2003: Christoph Paris 2002–2005: Harald Schroll 2002–2004: Herbert Ramsbacher 2002–2005: Robert Wazinger 2002–2006: Hannes Eder 2002–2005: Andreas Schrott 2002–2008: Dennis Mimm 2004–2007: Andreas Hölzl 2005–2008: Ferdinand Feldhofer 2007–2008: Sandro Samwald 2005–2008:Torsten Knabel 2007: Guillermo Imhoff 2007: Dario Đaković 2007: Amer Durmic 2007/08: Michael Madl 2008: Alfred Arthur | 2002–2003: Matthias Riedl 2002/03: Stefan Rapp 2003–2008: Theo Grüner 2002–2005: Alfred Hörtnagl 2002–2005, 2006–2008: Florian Mader 2002–2008: Bernd Windisch 2003–2005: Markus Seelaus 2005–2008: Martin Dollinger 2005–2008: Matthias Hattenberger 2006–2008: Václav Koloušek 2007: Benjamin Pranter 2007: Thomas Eder 2008: Mattias Lindström | 2002–2013: Marcel Schreter 2002/03: Christoph Westerthaler 2002–2003: Christian Kellner 2002/03: Damir Djulic 2002–2003: Marcus Hanikel 2002–2006: Hannes Aigner 2002–2005: Samuel Koejoe 2007–2013: Julius Perstaller 2006/07: Jiří Mašek 2007/08: Péter Orosz 2008: Emmanuel Clottey 2008: Besian Idrizaj |
| Quelle: transfermarkt.at | | | |

2008–2010: Erste Liga
| 2008–2010                     | 2008–2010      | 2008–2010  | 2008–2010  | 2008–2010  | 2008–2010  | 2008–2010  | 2008–2010  |
| Saison                        | Platz (Teiln.) | Sp         | S          | U          | N          | Tore       | Pkt.       |
| Erste Liga                    | Erste Liga     | Erste Liga | Erste Liga | Erste Liga | Erste Liga | Erste Liga | Erste Liga |
| ----------------------------- | -------------- | ---------- | ---------- | ---------- | ---------- | ---------- | ---------- |
| 2008/09                       | 02. (10)       | 33         | 18         | 08         | 07         | 065:44     | 062        |
| 2009/10 W1                    | 01. (10)       | 33         | 21         | 06         | 06         | 067:26     | 069        |
| Legende                       |                |            |            |            |            |            |            |
|                               | Aufstieg       |            |            |            |            |            |            |
| W1 Aufstieg in die Bundesliga |                |            |            |            |            |            |            |

In der Saison 2008/09 wurde die Profimannschaft des Vereins hinter dem SC Magna Wiener Neustadt Vizemeister der zweithöchsten Ersten Liga. Ein richtungsweisendes Spiel war die Heimpartie gegen den späteren Aufsteiger SC Magna Wiener Neustadt die am 11. April 2009 vor rund 9.000 Zuschauern am Innsbrucker Tivoli stattfand. Das Auswärtsspiel hatten die Innsbrucker mit 3:0 für sich entscheiden können. Bei einem Sieg im Heimspiel hätte man den Rückstand auf Tabellenführer Wiener Neustadt verkürzen können, allerdings ging das Spiel mit 1:3 verloren. In den letzten Runden konnte der FC Wacker Innsbruck nur noch den 2. Platz festigen und Wiener Neustadt stieg in die Bundesliga auf. Nachdem Gerhard Stocker vom Amt des Obmannes zurückgezogen hatte, übernahm im April 2009 Johannes Masoner dieses für sechs Monate, im Dezember 2009 folgte Kaspar Plattner.

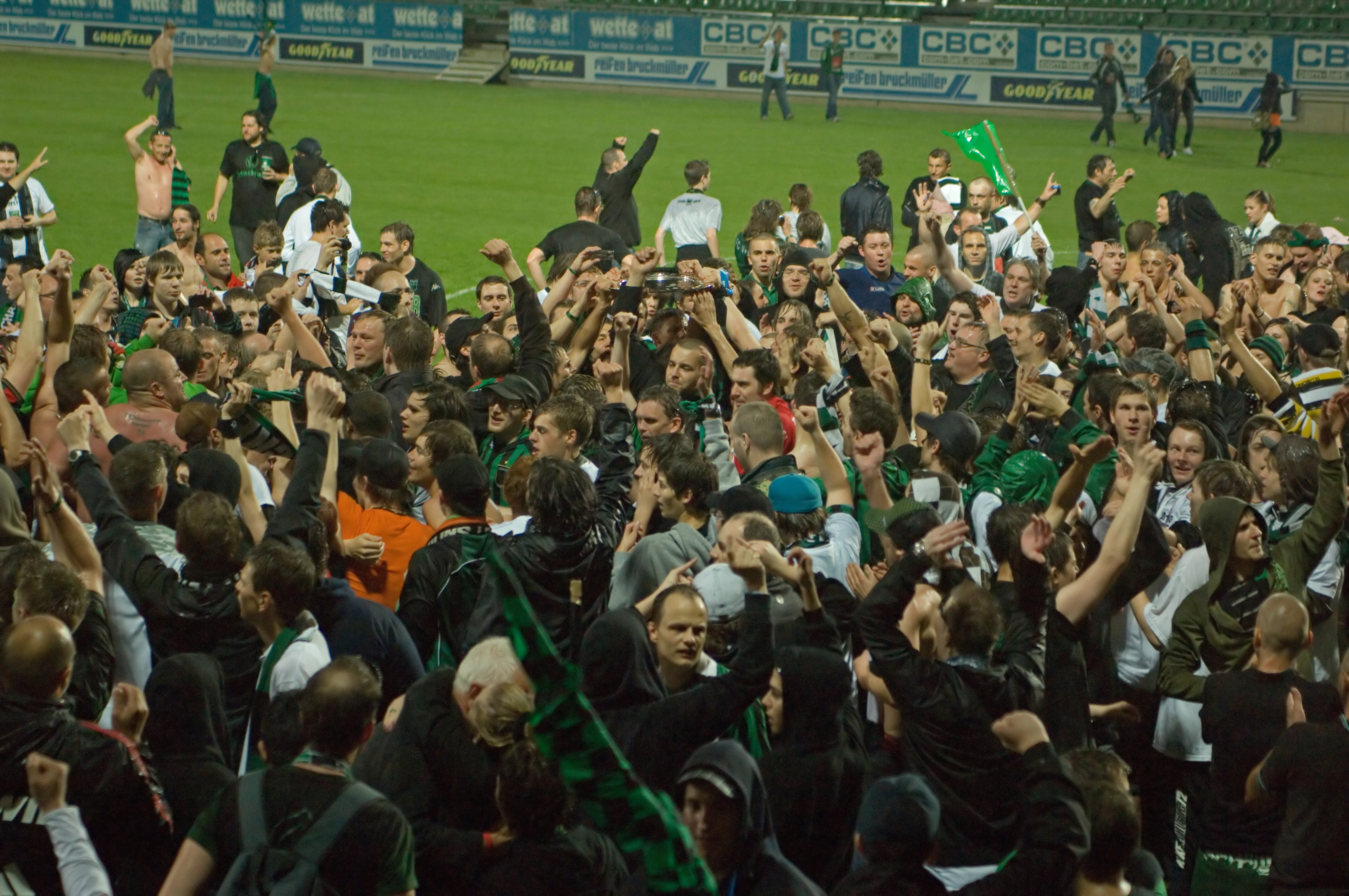
Die Innsbrucker Fans bejubeln den Meistertitel in der Ersten Liga und den Wiederaufstieg in die Bundesliga.

Nach einer hart umkämpften Saison 2009/10 fixierte die Profimannschaft des FC Wacker Innsbruck am letzten Spieltag am 28. Mai 2010 mit einem 2:0-Sieg über die Red Bull Juniors den Wiederaufstieg in die Bundesliga. Das Spiel musste wegen der Verlegung eines Naturrasens in der Red Bull Arena in Wals-Siezenheim ins Paschinger Waldstadion nach Oberösterreich umdisponiert werden. Rund 5000 Innsbrucker begleiteten ihre Mannschaft nach Pasching. Nach dem Abstieg zur Saison 2007/08 und zwei Jahren in der österreichischen Zweitklassigkeit, schaffte das von Walter Kogler trainierte Team im Jahr 2010 den Wiederaufstieg in die Bundesliga.
| Spielerkader                                                                     | | | |
| Tor                                                                              | Verteidigung | Mittelfeld | Angriff |
| 2007–2011: Pascal Grünwald 2008–2011: Harald Planer 2008–2011: Fabian Schumacher | 2007–2010: Andreas Schrott 2008/09: Thomas Schrammel 2008/09: Sebastian Siller-Gager 2008–2010: Mario Sara 2008–2010: Ulrich Winkler 2008–2012: Dario Đaković 2008–2010: Fabian Koch 2008–2012: Bülent Kaan Bilgen 2009: Semsudin Mehic 2009–2015: Marco Kofler | 2007–2008: Markus Seelaus 2008: Markus Anfang 2008/09: Niklas Lercher 2008/09: Manuel Schmid 2008–2010: Markus Obernosterer 2009–2011: Benjamin Pranter 2008–2014: Thomas Löffler | 2002–2013: Marcel Schreter 2007–2013: Julius Perstaller 2008/09: Samuel Koejoe 2008–2010: Fabiano 2008–2010: Markus Unterrainer 2008–2010: Mathias Gstrein 2009–2010: Mossoró |
| Quelle: transfermarkt.at                                                         | | | |

 2010–2014: Bundesliga
| 2010–2014                                                                  | 2010–2014      | 2010–2014  | 2010–2014  | 2010–2014  | 2010–2014  | 2010–2014  | 2010–2014  |
| Saison                                                                     | Platz (Teiln.) | Sp         | S          | U          | N          | Tore       | Pkt.       |
| Bundesliga                                                                 | Bundesliga     | Bundesliga | Bundesliga | Bundesliga | Bundesliga | Bundesliga | Bundesliga |
| -------------------------------------------------------------------------- | -------------- | ---------- | ---------- | ---------- | ---------- | ---------- | ---------- |
| 2010/11                                                                    | 06. (10)       | 36         | 13         | 11         | 12         | 043:42     | 050        |
| 2011/12                                                                    | 07. (10)       | 36         | 10         | 15         | 11         | 036:45     | 045        |
| 2012/13 W1                                                                 | 08. (10)       | 36         | 11         | 03         | 22         | 041:75     | 036        |
| 2013/14 W2                                                                 | 10. (10)       | 36         | 05         | 14         | 17         | 042:70     | 029        |
| Legende                                                                    |                |            |            |            |            |            |            |
|                                                                            | Abstieg        |            |            |            |            |            |            |
| W1 Um einen Punkt den Klassenerhalt geschafft W2 Abstieg in die Erste Liga |                |            |            |            |            |            |            |

Dort begeisterte man den Anhang mit einem 4:0-Sieg in der ersten Runde gegen Rapid Wien und konnte sich mit Platz 6 im gesicherten Mittelfeld etablieren. In der Saison 2011/12 spielte man lange Zeit sogar um die Europacupplätze mit, um dann schließlich auf Platz sieben zu landen.
Nach einem katastrophalen Start in die Saison 2012/13 (zehn Niederlagen in elf Spielen) wurde Walter Kogler am 10. Oktober 2012 vom Verein entlassen.
Am 17. Oktober wurde Roland Kirchler als neuer Trainer vorgestellt, nachdem sich die Verhandlungen mit dem ursprünglichen Favoriten Michael Streiter zerschlagen hatten. Das erste Spiel unter Kirchler gewann der FC Wacker mit 1:0 gegen die SV Ried. Es war der erste Sieg der Innsbrucker nach sieben Niederlagen in Folge, dem weitere Siege gegen die SV Mattersburg und den SC Wiener Neustadt (Meisterschaft) und den SK Sturm Graz (ÖFB-Cup 2012/13) folgten. In einem denkwürdigen und überaus dramatischen Saisonfinale, in dem vier Mannschaften in den Abstiegskampf verwickelt waren, siegten die Innsbrucker am 26. Mai 2013 nach einem 0:2-Rückstand noch 3:2 in Wolfsberg und verurteilten damit den SV Mattersburg zum Abstieg, der nach der 35. Runde noch auf dem 7. Platz gelegen war. Josef Gunsch beerbte im August 2013 das Präsidentenamt von Kaspar Plattner.
Aber auch die folgende Herbstsaison verlief wenig erfolgreich. Roland Kirchler wurde am 16. Dezember 2013, nachdem in 20 Spielen nur 16 Punkte errungen wurden, entlassen. Ihm folgte mit Michael Streiter ein alter Bekannter. Dieser konnte den Abstieg aus der höchsten österreichischen Spielklasse aber nicht verhindern.
| Spielerkader | | | |
| Tor | Verteidigung | Mittelfeld | Angriff |
| 2007–2011: Pascal Grünwald 2008–2011: Fabian Schumacher 2011–2014: Szabolcs Sáfár 2011–2013: Markus Egger 2013–2014: Wolfgang Schober 2013–2017: Julian Weiskopf | 2010–2012: Iñaki Bea Jauregi 2009–2013: Martin Švejnoha 2009–2012: Georg Harding 2010–2012: Fabian Hafner 2008–2012: Dario Đaković 2008–2014: Marco Kofler 2008–2010: Fabian Koch 2008–2012: Bülent Kaan Bilgen 2011–2015: Thomas Bergmann 2012–2015: Christian Schilling 2013/14: Egoitz Jaio Gabiola 2013/14: Stipe Vučur 2013/14: Michael Steinlechner 2013–2017: Sebastian Siller-Gager | 2008–2014: Thomas Löffler 2009–2017: Alexander Hauser 2009–2013: Alexander Fröschl 2010–2014: Tomáš Abrahám 2010–2012: Muhammed Ildiz 2011/12: Mathias Perktold 2011–2012: Peter Hackmair 2011–2013: Sascha Wörgetter 2011–2013: Carlos Merino 2011–2014: Daniel Schütz 2011–2014: Christopher Wernitznig 2011–2014: Andreas Kuen 2011–2016: Kevin Nitzlnader 2012–2014: Simon Piesinger 2012–2014: Christoph Saurer 2013/14: Miroslav Milosevic 2013/14: Darko Jevtić | 2002–2013: Marcel Schreter 2007–2013: Julius Perstaller 2010–2012: Miran Burgić 2010–2011: Andreas Bammer 2013–2014: Lukas Hinterseer 2011–2017: Alexander Gründler 2012–2014: Roman Wallner 2013: Daniel Brauneis 2013–2014: Lukas Hinterseer 2013–2015: Stjepan Vuleta 2014: Bright Edomwonyi |
| Quelle: transfermarkt.at | | | |

2014–2018: Erste Liga
| 2014–2018                     | 2014–2018      | 2014–2018  | 2014–2018  | 2014–2018  | 2014–2018  | 2014–2018  | 2014–2018  |
| Saison                        | Platz (Teiln.) | Sp         | S          | U          | N          | Tore       | Pkt.       |
| Erste Liga                    | Erste Liga     | Erste Liga | Erste Liga | Erste Liga | Erste Liga | Erste Liga | Erste Liga |
| ----------------------------- | -------------- | ---------- | ---------- | ---------- | ---------- | ---------- | ---------- |
| 2014/15                       | 06. (10)       | 36         | 11         | 10         | 15         | 032:43     | 043        |
| 2015/16                       | 03. (10)       | 36         | 17         | 08         | 11         | 061:47     | 059        |
| 2016/17                       | 04. (10)       | 36         | 15         | 09         | 12         | 058:53     | 054        |
| 2017/18 W1                    | 01. (10)       | 36         | 21         | 08         | 07         | 060:31     | 071        |
| Legende                       |                |            |            |            |            |            |            |
|                               | Aufstieg       |            |            |            |            |            |            |
| W1 Aufstieg in die Bundesliga |                |            |            |            |            |            |            |

Am 29. Mai 2014 wurde der Vertrag mit dem Trainer Michael Streiter um weitere zwei Jahre verlängert, doch aufgrund des bisherigen schlechten Abschneidens in der laufenden Saison 2014/15 (vier Niederlagen in Folge zuletzt gegen den Tabellenletzten) wurde Michael Streiter am 21. Oktober 2014 auch wegen des Durchschnitt von 1,16 Punkten pro Spiel entlassen und Florian Klausner übernahm für einen Monat als Interimstrainer die Mannschaft, bevor Klaus Schmidt im Oktober 2014 als neuer Trainer vorgestellt wurde.
Im Juli 2015 wurde Alfred Hörtnagl als General Manager des FC Wacker Innsbruck vorgestellt und tritt als Nachfolger von Florian Klausner als sportlicher Leiter an.
Schmidt musste im Mai 2016 den Trainerstuhl räumen und wieder übernahmen Interimstrainer die Mannschaft, diesmal Andreas Schrott und Fuad Đulić übernahmen. Es folgten Maurizio Jacobacci und Thomas Grumser bis Karl Daxbacher, der die Kampfmannschaft im Jänner 2017 übernahm. In der Saison 2017/18 stieg auch die 2. Mannschaft des Vereines aus der Regionalliga West in die Erste Liga auf.
Josef Gunsch zog sich als Präsident zurück und im April 2017 wurde Gerhard Stocker, der schon von 2003 bis 2009 den Verein führte, neuerlich zum Präsidenten gewählt.
In der Saison 2017/18 feierte der Verein den neuerlichen Wiederaufstieg in die Bundesliga.
| Spielerkader                                                                                             | | | |
| Tor | Verteidigung | Mittelfeld | Angriff |
| 2013–2014: Wolfgang Schober 2013–2017: Julian Weiskopf 2014–2017: Pascal Grünwald 2013–heute: Lukas Wedl | 2008–2014: Marco Kofler 2011–2015: Thomas Bergmann 2012–2015: Christian Schilling 2013–2017: Sebastian Siller-Gager 2014–2015: Davidson Eden 2014–2018: Simon Pirkl 2014–2016: Dominik Popp 2015–2016: Christian Deutschmann 2015–2017: Michael Lercher 2016–2018: Dominik Baumgartner 2016–2018: Harald Pichler 2017–2018: Albert Vallci | 2009–2017: Alexander Hauser 2011–2016: Kevin Nitzlnader 2014–2016: René Renner 2014–2017: Jürgen Säumel 2014–2018: Florian Jamnig 2014–2018: Armin Hamzic 2015: Peter Hlinka 2015: Ralph Spirk 2015–2016: Michael Augustin 2014: Marco Sahanek 2014–2016: Danijel Mićić 2014–2018: Florian Jamnig 2017/18: Philipp Riegler 2017–2018: Jeffrey Egbe 2017–2019: Martin Harrer 2017–2019: Stefan Rakowitz | 2011–2017: Alexander Gründler 2013–2015: Stjepan Vuleta 2014–2015: Samuel Krismer 2014–2016: Thomas Hirschhofer 2014/15: Simon Zangerl 2016–2017: Patrik Eler 2017/18: Dimitry Imbongo Boele 2018: Ilyes Chaïbi |
| Quelle: transfermarkt.at                                                                                 | | | |

2018/19: 1 Jahr Bundesliga
| 2018/19                   | 2018/19        | 2018/19    | 2018/19    | 2018/19    | 2018/19    | 2018/19    | 2018/19    |
| Saison                    | Platz (Teiln.) | Sp         | S          | U          | N          | Tore       | Pkt.       |
| Bundesliga                | Bundesliga     | Bundesliga | Bundesliga | Bundesliga | Bundesliga | Bundesliga | Bundesliga |
| ------------------------- | -------------- | ---------- | ---------- | ---------- | ---------- | ---------- | ---------- |
| 2018/19 W1                | 12. (12)       | 22         | 04         | 05         | 13         | 17:34      | 17         |
| 2018/19 W1                | 06. (6)        | 32         | 08         | 05         | 19         | 32:51      | 20         |
| Legende                   |                |            |            |            |            |            |            |
|                           | Abstieg        |            |            |            |            |            |            |
| W1 Abstieg in die 2. Liga |                |            |            |            |            |            |            |

Die Saison 2018/19 verlief für den Verein nicht nach Wunsch. In der gesamten Saison war ein achter Platz nach der siebten Runde die beste Platzierung in dieser Saison, In der zweiten Hälfte findet sich der Verein im unteren Viertel der Tabelle wieder, am Ende des Grunddurchgang war man Letzter. Daher zog der Verein die Reißleine und kündigt der Verein den Vertrag mit Karl Daxbacher und der Trainer der 2. Mannschaft, Thomas Gumser, der schon von 2016 bis 2017 das Traineramt innehat, übernahm im März 2019. Doch auch in der Qualifikationsgruppe konnte die Erfolgsspur nicht gefunden werden. In den zehn Runden der Gruppe konnte man nur vier Siege feiern. Daher stieg man wieder in die 2. österreichische Spielstufe, die in der Zwischenzeit in 2. Liga umbenannt wurde, ab.
| Spielerkader                                | | | |
| Tor                                         | Verteidigung | Mittelfeld | Angriff                                                                                             |
| Christopher Knett Hidajet Hankic Lukas Wedl | Florian Buchacher Christian Klem Lukas Hupfauf Matthias Maak Manuel Maranda Stefan Meusburger Stefan Perić Simon Pirkl Michael Schimpelsberger | Karim Conté İlkay Durmuş Christoph Freitag Raphael Gallé Martin Harrer Bryan Henning Roman Kerschbaum Stefan Pribanovic Stefan Rakowitz Florian Rieder Murat Satin Matthäus Taferner Atsushi Zaizen | Zlatko Dedič Cheikhou Dieng Patrik Eler Daniele Gabriele Sascha Horvath Muhammed Kiprit Okan Yilmaz |
| Quelle: transfermarkt.at                    | | | |

2019/20: 2. Liga
| 2019/20 | 2019/20        | 2019/20 | 2019/20 | 2019/20 | 2019/20 | 2019/20 | 2019/20 |
| Saison  | Platz (Teiln.) | Sp      | S       | U       | N       | Tore    | Pkt.    |
| 2. Liga | 2. Liga        | 2. Liga | 2. Liga | 2. Liga | 2. Liga | 2. Liga | 2. Liga |
| ------- | -------------- | ------- | ------- | ------- | ------- | ------- | ------- |
| 2019/20 | 06. (16)       | 30      | 13      | 05      | 12      | 44:49   | 44      |

In der Saison 2019/20 spielt der FC Wacker Innsbruck in der 2. Liga. Da das Budget drastisch gekürzt werden musste, wurde mit dem Projekt „Spiel gegen die Zeit“ versucht, zusätzliches Geld aufzustellen. Die abgesetzten Karten haben Gültigkeit für ein zukünftiges Europacupspiel des FC Wacker Innsbruck.
| Spielerkader                                           | | | |
| Tor                                                    | Verteidigung | Mittelfeld | Angriff |
| Alexander Eckmayr Markus Gabl David Stemmer Lukas Wedl | Raffael Behounek Sefik Abali Lukas Hupfauf Alexander Joppich Felix Köchl Thomas Kofler Florian Kopp Stefan Meusburger | Karim Conté Raphael Gallé Clemens Hubmann Fabian Leitner Robert Martić Murat Satin Matthäus Taferner Rami Tekir Atsushi Zaizen | Sunday Faleye Alexander Gründler Elvin Ibrisimovic Vasil Kušej Felix Mandl Ertugrul Yildirim Markus Wallner |
| Quelle: transfermarkt.at                               | | | |

2020/21 und 2021/22: 2. Liga
| 2020/21, 2021/22 | 2020/21, 2021/22 | 2020/21, 2021/22 | 2020/21, 2021/22 | 2020/21, 2021/22 | 2020/21, 2021/22 | 2020/21, 2021/22 | 2020/21, 2021/22 |
| Saison           | Platz (Teiln.)   | Sp               | S                | U                | N                | Tore             | Pkt.             |
| 2. Liga          | 2. Liga          | 2. Liga          | 2. Liga          | 2. Liga          | 2. Liga          | 2. Liga          | 2. Liga          |
| ---------------- | ---------------- | ---------------- | ---------------- | ---------------- | ---------------- | ---------------- | ---------------- |
| 2020/21          | 03. (16)         | 30               | 17               | 06               | 07               | 64:32            | 57               |
| 2021/22          | 09. (16)         | 30               | 11               | 07               | 12               | 46:41            | 40               |

Zur Saison 2020/21 trat Daniel Bierofka die Nachfolge von Thomas Grumser als Cheftrainer an. Mit ihm kamen Philipp Heinzer als Co-Trainer und Szabolcs Sáfár als Tormanntrainer nach Innsbruck. Im Oktober 2021 wurde Bierofka wegen Erfolglosigkeit freigestellt. Masaki Morass übernahm im Oktober die Kampfmannschaft und Ende Jänner 2022 wurde Michael Oenning als Trainer vorgestellt. Nach Ende der Saison 2021/22 erhielt der Verein keine Lizenz für die 2. Liga und musste in die Tiroler Liga absteigen.
| Spielerkader                               | | |                                                                                   |
| Tor                                        | Verteidigung | Mittelfeld | Angriff                                                                           |
| Alexander Eckmayr Marco Knaller Lukas Wedl | Şefik Abalı Merchas Doski Darijo Grujčić Lukas Hupfauf Alexander Joppich Felix Köchl Thomas Kofler Florian Kopp Stefan Meusburger Stefan Pribanovic Çlirim Reçica Markus Wostry | Okan Aydın Raphael Gallé Anel Hadžić Marco Holz Clemens Hubmann Robert Martić Tizian Scharmer Rami Tekir Fabio Viteritti Markus Wallner Atsushi Zaizen | Lukas Fridrikas Alexander Gründler Florian Jamnig João Luiz Felix Mandl Ronivaldo |
| Quelle: transfermarkt.at                   | | |                                                                                   |

2022/23, 2023/24: Tiroler Liga
| 2022/23, 2023/24 | 2022/23, 2023/24                   | 2022/23, 2023/24 | 2022/23, 2023/24 | 2022/23, 2023/24 | 2022/23, 2023/24 | 2022/23, 2023/24 | 2022/23, 2023/24 |
| Saison           | Platz (Teiln.)                     | Sp               | S                | U                | N                | Tore             | Pkt.             |
| Tiroler Liga     | Tiroler Liga                       | Tiroler Liga     | Tiroler Liga     | Tiroler Liga     | Tiroler Liga     | Tiroler Liga     | Tiroler Liga     |
| ---------------- | ---------------------------------- | ---------------- | ---------------- | ---------------- | ---------------- | ---------------- | ---------------- |
| 2022/23          | 07. (16)                           | 30               | 12               | 09               | 09               | 50:46            | 45               |
| 2023/24          | 01. (16)                           | 26               | 21               | 04               | 01               | 85:19            | 67               |
| Legende          |                                    |                  |                  |                  |                  |                  |                  |
|                  | Aufstieg in die Regionalliga Tirol |                  |                  |                  |                  |                  |                  |

Nach dem Entzug der Profilizenz und der Einstufung in die fünfklassige Tiroler Liga durch den Tiroler Fußballverband wurde Akif Güclü am 11. Juli als Cheftrainer präsentiert. Nach einer Niederlage und einem Unentschieden in den ersten beiden Spielen konnte die neu formierte Mannschaft den ersten Ligasieg der Saison gegen Ebbs einfahren. Im Kerschdorfer Tirol-Cup konnte Wacker die ersten drei Spiele gewinnen und steht im Achtelfinale. Am 10. April 2023 gab der Verein die Trennung von Akif Güclü bekannt. Fabian Lantschner, bisher Trainer der zweiten Mannschaft, übernahm interimistisch die Kampfmannschaft.
| Spielerkader                                 | | |                                                                        |
| Tor                                          | Verteidigung | Mittelfeld                                                                                                  | Angriff                                                                |
| Lukas Tauber Kyrylo Daniliev Abdoulaye Gueye | Ondrej Jakubov Manuel Petutschnig Jonathan Burkhardt Josip Steko Tobias Zoidl Hassine Refai Hannes Dürnberger Ty Walker | Romuald Lacazette Rami Tekir Rahman Jawadi David Stoppacher Ramo Buljubasic Daniel Francis Mame Ndiaga Wade | Okan Yilmaz Alexander Schaber Marko Popović Shaked Wexler Adrian Lechl |
| Quelle: fc-wacker-innsbruck.at               | | |                                                                        |

2024/25: Regionalliga Tirol
| 2024/25                        | 2024/25            | 2024/25            | 2024/25            | 2024/25            | 2024/25            | 2024/25            | 2024/25            |
| Saison                         | Platz (Teiln.)     | Sp                 | S                  | U                  | N                  | Tore               | Pkt.               |
| Regionalliga Tirol             | Regionalliga Tirol | Regionalliga Tirol | Regionalliga Tirol | Regionalliga Tirol | Regionalliga Tirol | Regionalliga Tirol | Regionalliga Tirol |
| ------------------------------ | ------------------ | ------------------ | ------------------ | ------------------ | ------------------ | ------------------ | ------------------ |
| 2024/25                        | 01. (14)           | 26                 | 22                 | 04                 | 0                  | 95:8               | 70                 |
| Quelle: fc-wacker-innsbruck.at |                    |                    |                    |                    |                    |                    |                    |

Nach dem Meistertitel in der Tiroler Liga spielte der FC Wacker Innsbruck in der vierklassige Regionalliga Tirol. In der 23. Runde wurde der Meistertitel der Regionalliga Tirol rechnerisch fixiert. Beim Heimspiel gegen die WSG Tirol II in der 17. Runde wurde ein Zuschauerrekord der vierten Liga seit Begin der Aufzeichnungen, mit einer Zuschauerzahl von 5.551, erreicht.
| Spielerkader                                             | | |                                                                                 |
| Tor                                                      | Verteidigung | Mittelfeld | Angriff                                                                         |
| Lukas Tauber Kyrylo Daniliev Abdoulaye Gueye Fabien Beck | Jonathan Burkhardt Mateo Franzotti Ondrej Jakubov Alexander Joppich Florian Kopp Manuel Petutschnig Hassine Refai Ty Walker Philipp Viertler Tobias Zoidl | Ramo Buljubasic Daniel Francis Abulfazl Sadeqi Ethan Scala Lucas Scholl Mouhamed Sy Rami Tekir Mame Ndiaga Wade | Luis Gstrein Adrian Lechl Stefan Loerenz Bright Owusu Shaked Wexler Okan Yilmaz |
| Quelle: fc-wacker-innsbruck.at                           | | |                                                                                 |

2025/26: Regionalliga West
| 2025/26                        | 2025/26           | 2025/26           | 2025/26           | 2025/26           | 2025/26           | 2025/26           | 2025/26           |
| Saison                         | Platz (Teiln.)    | Sp                | S                 | U                 | N                 | Tore              | Pkt.              |
| Regionalliga West              | Regionalliga West | Regionalliga West | Regionalliga West | Regionalliga West | Regionalliga West | Regionalliga West | Regionalliga West |
| ------------------------------ | ----------------- | ----------------- | ----------------- | ----------------- | ----------------- | ----------------- | ----------------- |
| 2025/26                        | 0 (14)            |                   | 0                 | 0                 | 0                 |                   |                   |
| Quelle: fc-wacker-innsbruck.at |                   |                   |                   |                   |                   |                   |                   |

Nach dem Meistertitel in der Tiroler Liga spielte der FC Wacker Innsbruck in der vierklassige Regionalliga Tirol. In der 23. Runde wurde der Meistertitel der Regionalliga Tirol rechnerisch fixiert. Beim Heimspiel gegen die WSG Tirol II in der 17. Runde wurde ein Zuschauerrekord der vierten Liga seit Begin der Aufzeichnungen, mit einer Zuschauerzahl von 5.551, erreicht.
| Spielerkader                                             | |                                                                                  | |
| Tor                                                      | Verteidigung | Mittelfeld                                                                       | Angriff                                                                                                |
| Lukas Tauber Benjamin Ballis Fabien Beck Kyrylo Daniliev | Max Köchl Phil Kunze Manuel Petutschnig Philipp Viertler Alexander Joppich Florian Kopp Mateo Franzotti Tobias Berger | Daniel Francis Lucas Scholl Rami Tekir Raphael Gallé Mouhamed Sy Abulfazl Sadeqi | Stefan Loerenz Okan Yilmaz Christopher Weinzierl Adrian Lechl Luis Gstrein Albin Krasniqi Bright Owusu |
| Quelle: fc-wacker-innsbruck.at                           | |                                                                                  | |

### Vereinsführung

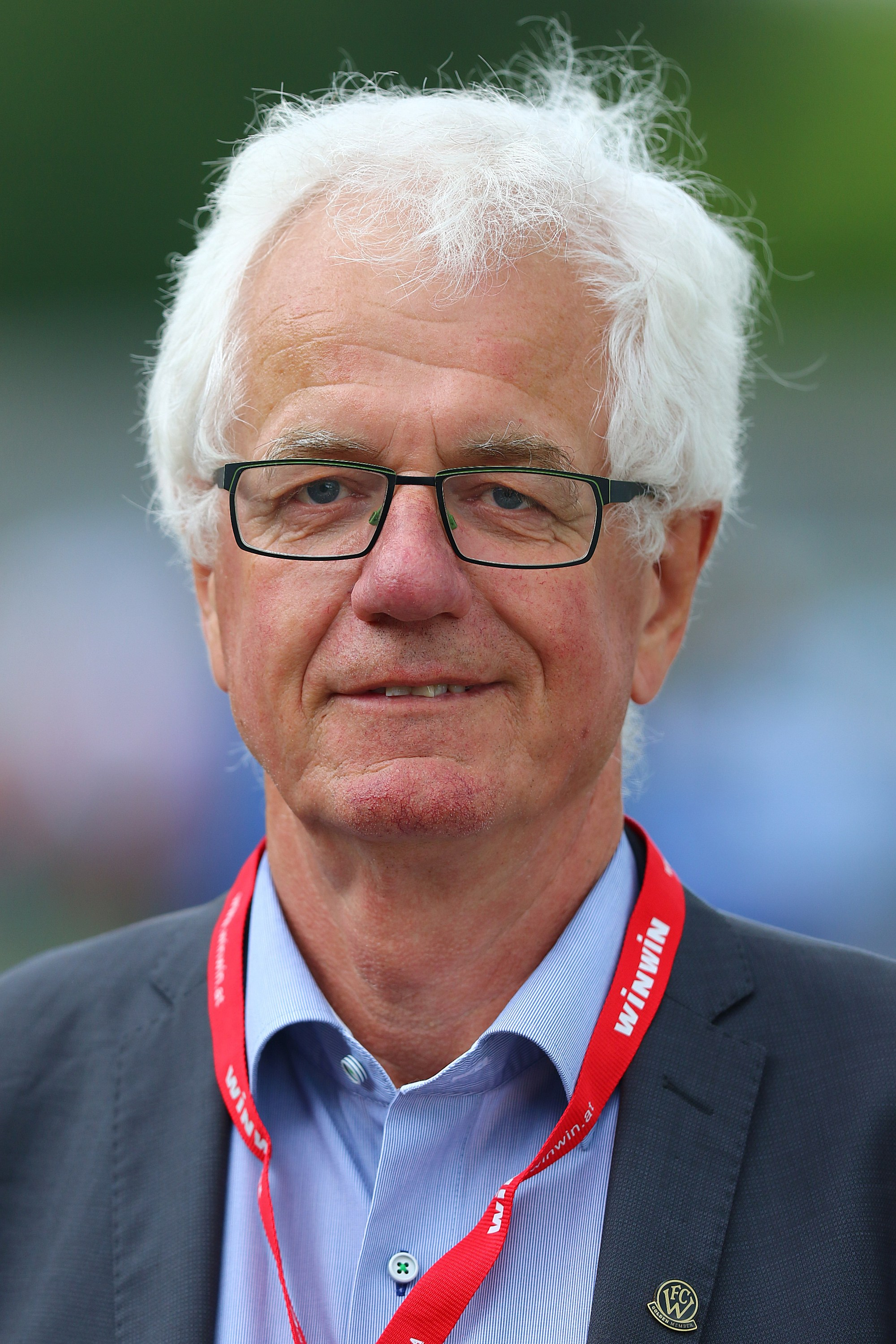
Stocker führte zweimal FC Wacker Innsbruck

Obmänner und Präsidenten beim FC Wacker Innsbruck seit der Vereinsgründung 2002:
Obmann (2002–2013)
| - 21.06.2002 – 11.03.2003: Michael Bielowski - 12.03.2003 – 15.04.2009: Gerhard Stocker | - 16.04.2009 – 08.12.2009: Johannes Masoner - 09.12.2009 – 02.08.2013: Kaspar Plattner |

Präsidenten (ab 2013)
| - 03.08.2013 – 19.02.2017: Josef Gunsch - 19.02.2017–04.07.2020: Gerhard Stocker - 05.07.2020–01.03.2022: Joachim Jamnig - 01.03.2022–29.06.2022: Kevin Radi - seit 29.06.2022: Johannes Rauch |

### Sportlicher Leiter
Sportlicher Leiter der Herren seit 2004:
| - 01.07.2004 – 30.06.2005: Alfred Hörtnagl - 14.10.2008 – 16.03.2010: Theo Grüner - 16.03.2010 – 27.03.2013: Oliver Prudlo - 27.03.2013 – 01.12.2013: Roland Kirchler | - 02.12.2013 – 01.06.2015: Florian Klausner - 01.07.2015 – 31.12.2021: Alfred Hörtnagl - 28.01.2022 – 30.06.2022: Michael Oenning |

### Trainer
Trainer der Kampfmannschaft der Herren seit 2002:
| - 01.07.2002 – 30.06.2003: Michael Streiter - 01.07.2003 – 09.11.2004: Helmut Kraft - 10.11.2004 – 31.05.2006: Stanislaw Tschertschessow - 01.06.2006 – 18.04.2007: František Straka - 19.04.2007 – 30.06.2007: Klaus Vogler - 01.07.2007 – 22.10.2007: Lars Søndergaard - 22.10.2007 – 30.04.2008: Helmut Kraft - 01.05.2008 – 10.10.2012: Walter Kogler | - 16.10.2012 – 16.12.2013: Roland Kirchler - 27.12.2013 – 21.10.2014: Michael Streiter - 24.10.2014 – 25.11.2014: Florian Klausner - 25.11.2014 – 21.05.2016: Klaus Schmidt - 21.05.2016 – 06.06.2016: Andreas Schrott & Fuad Đulić - 07.06.2016 – 21.09.2016: Maurizio Jacobacci - 21.09.2016 – 05.01.2017: Thomas Grumser - 05.01.2017 – 05.03.2019: Karl Daxbacher | - 05.03.2019 – 31.07.2020: Thomas Grumser - 01.08.2020 – 07.10.2021: Daniel Bierofka - 08.10.2021 – 27.01.2022: Masaki Morass - 28.01.2022 – 30.06.2022: Michael Oenning - 11.07.2022 – 10.04.2023: Akif Güclü - seit 14.04.2023: Sebastian Siller, Fabian Lantschner |

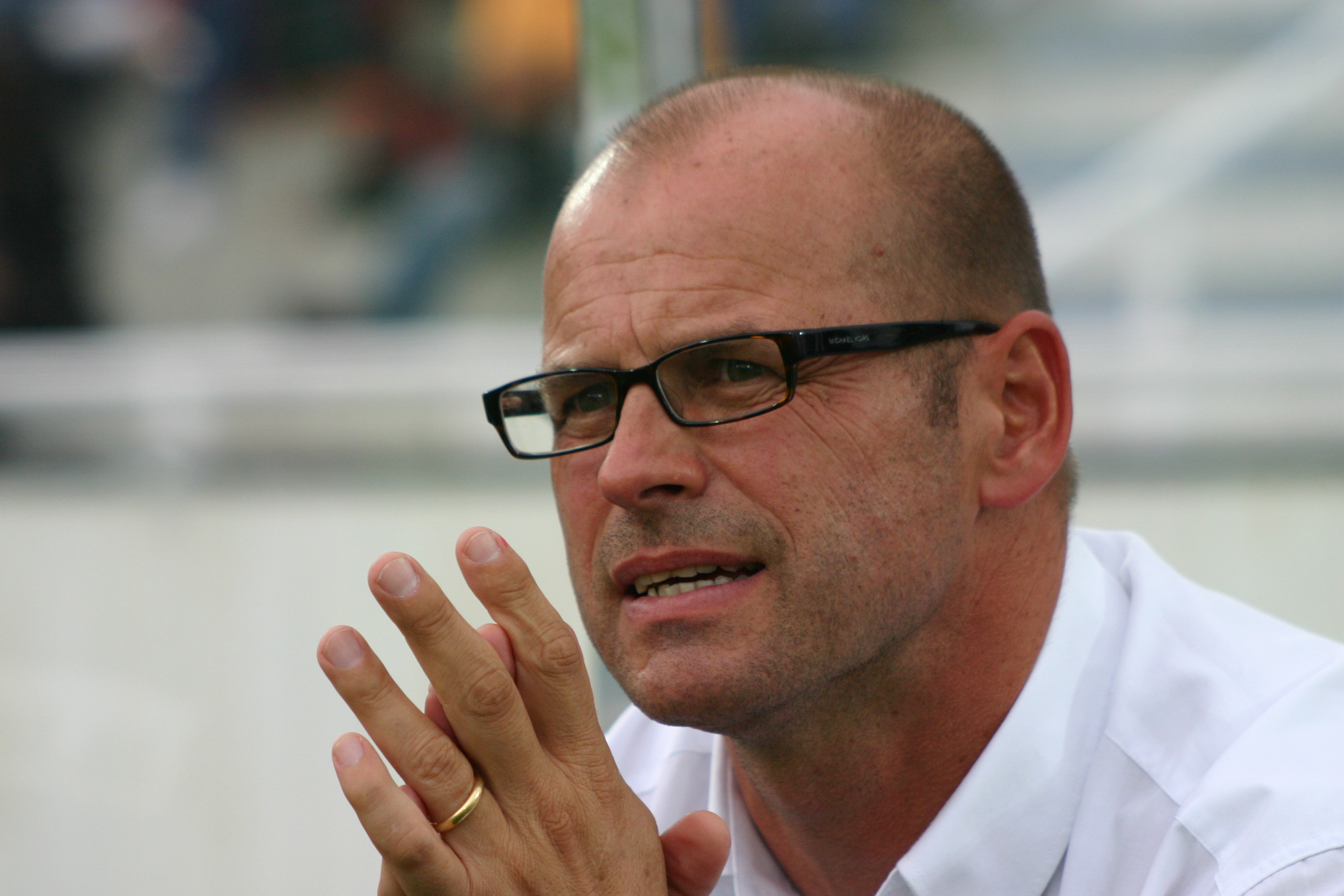
Helmut Kraft war zweimal Trainer des FC Wacker Innsbruck
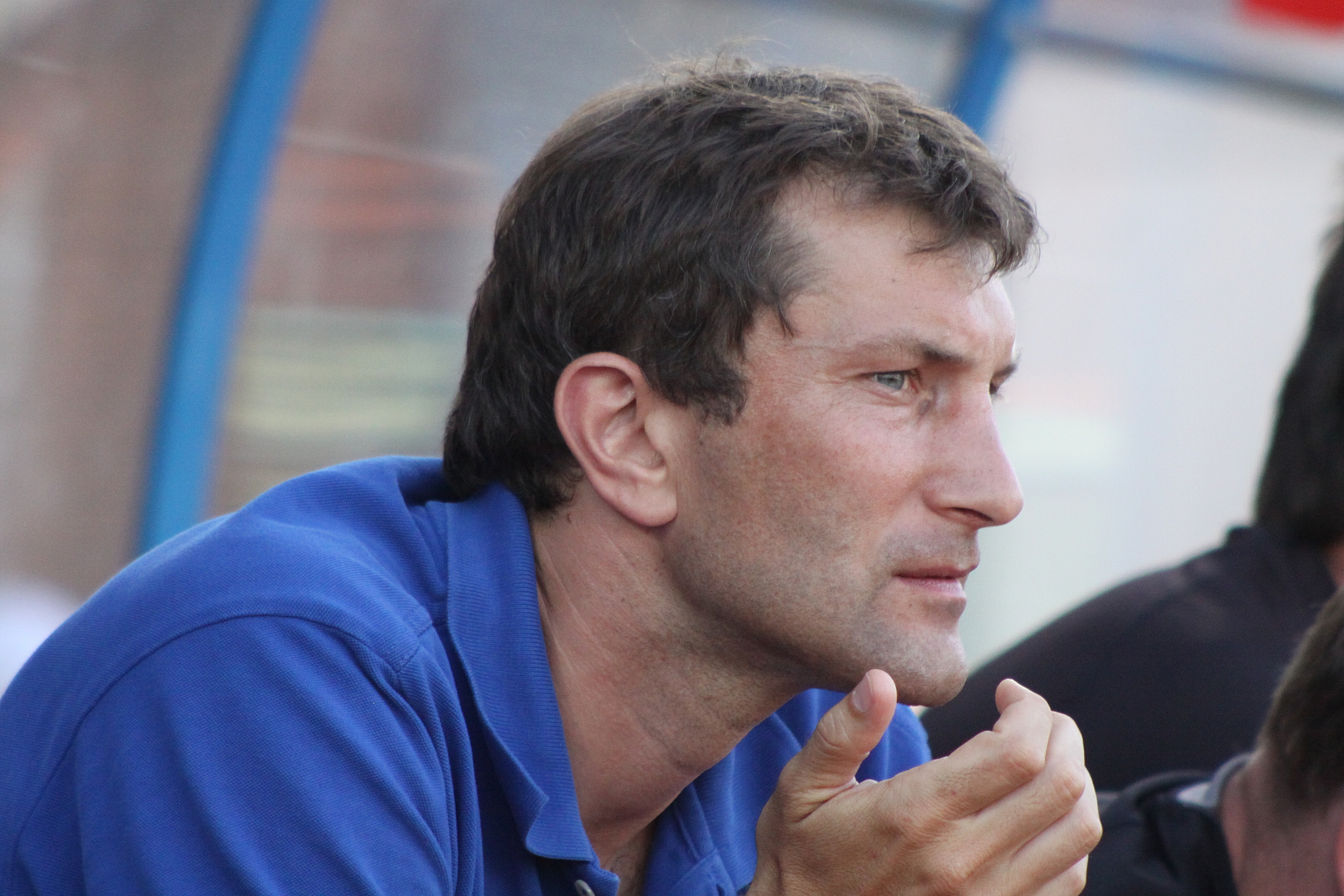
Unter Trainer Walter Kogler gelang der Wiederaufstieg in die Bundesliga
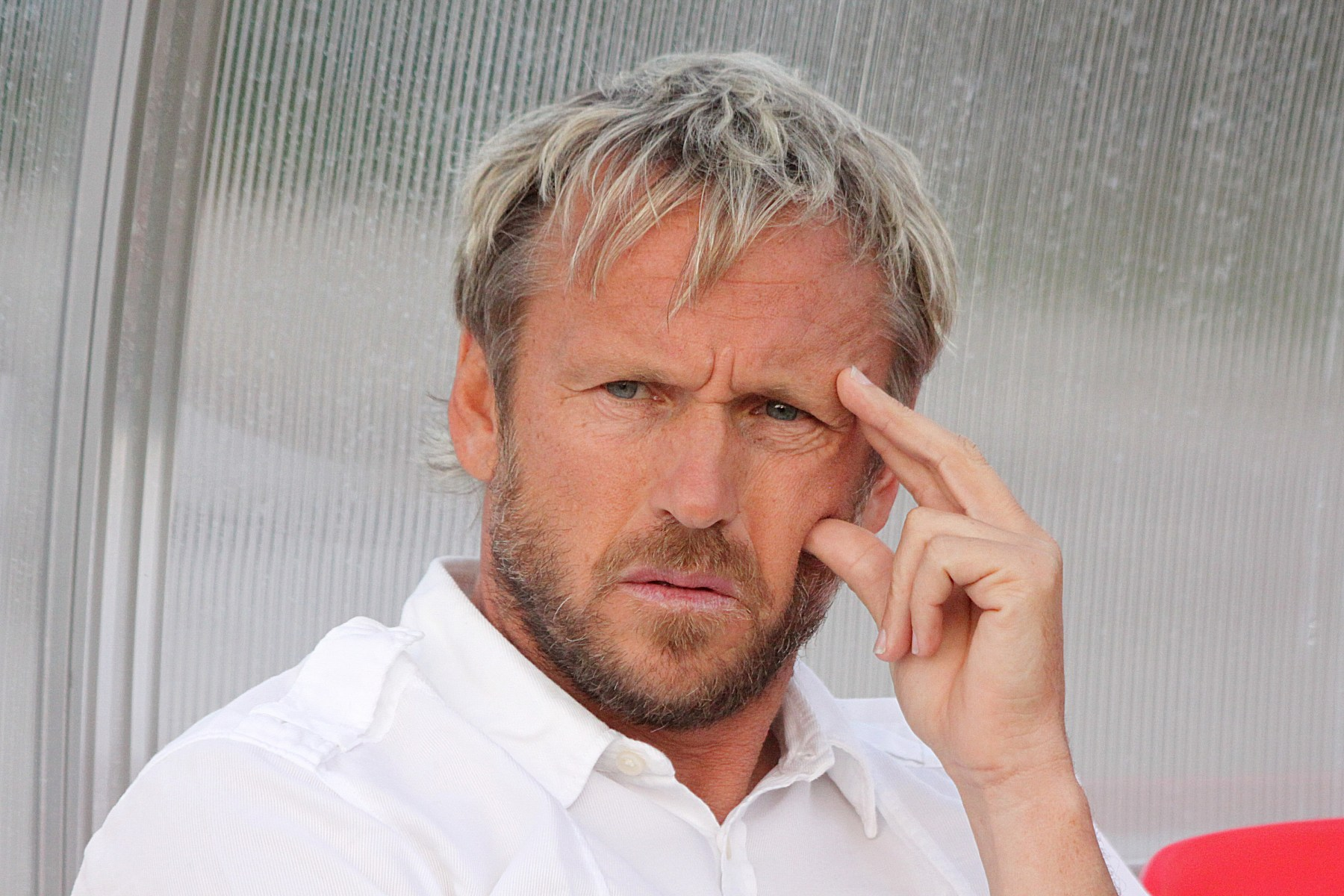
Mit Trainer Michael Streiter stieg Innsbruck aus der Bundesliga ab
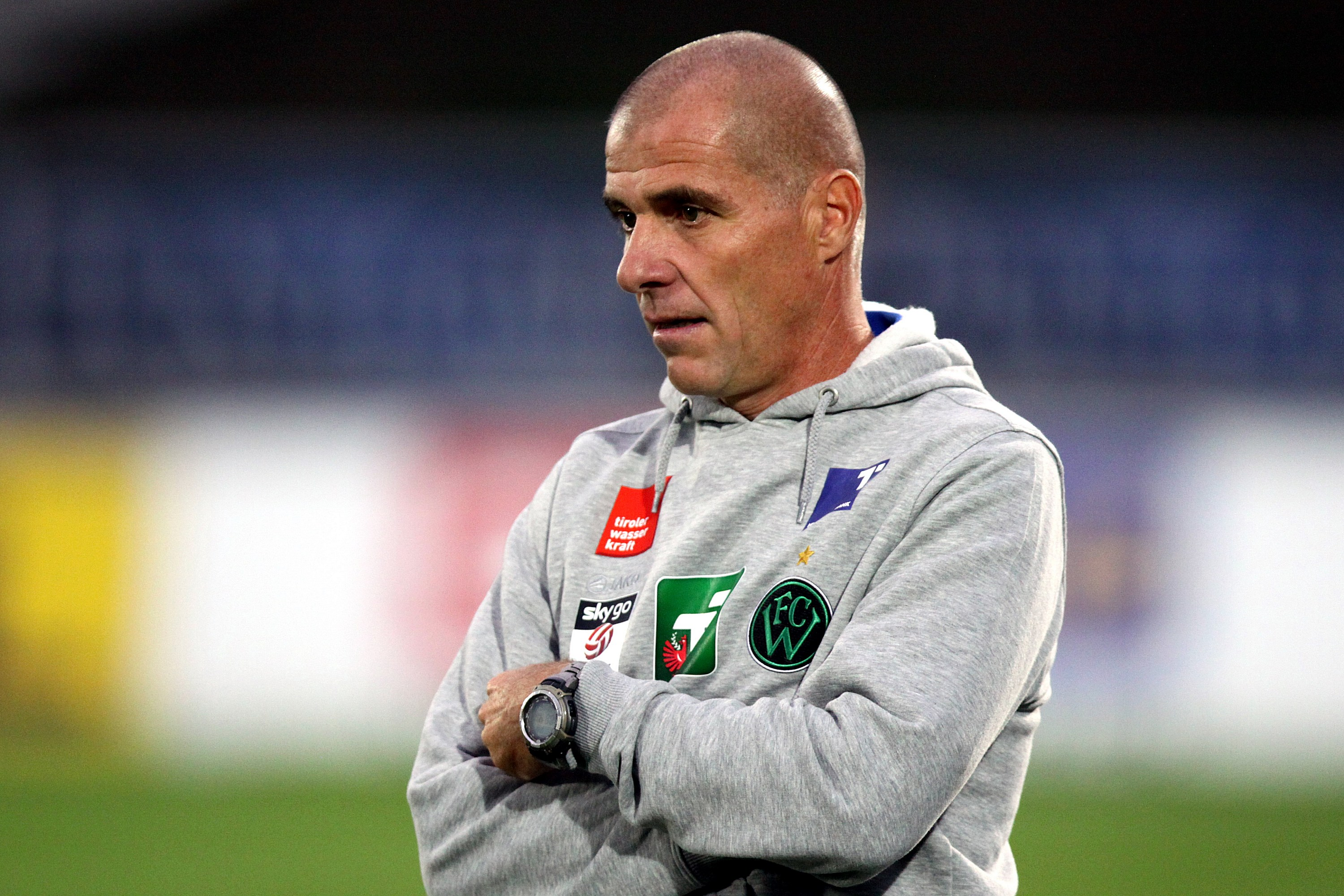
Klaus Schmidt war von 2014 bis 2016 Trainer in Innsbruck
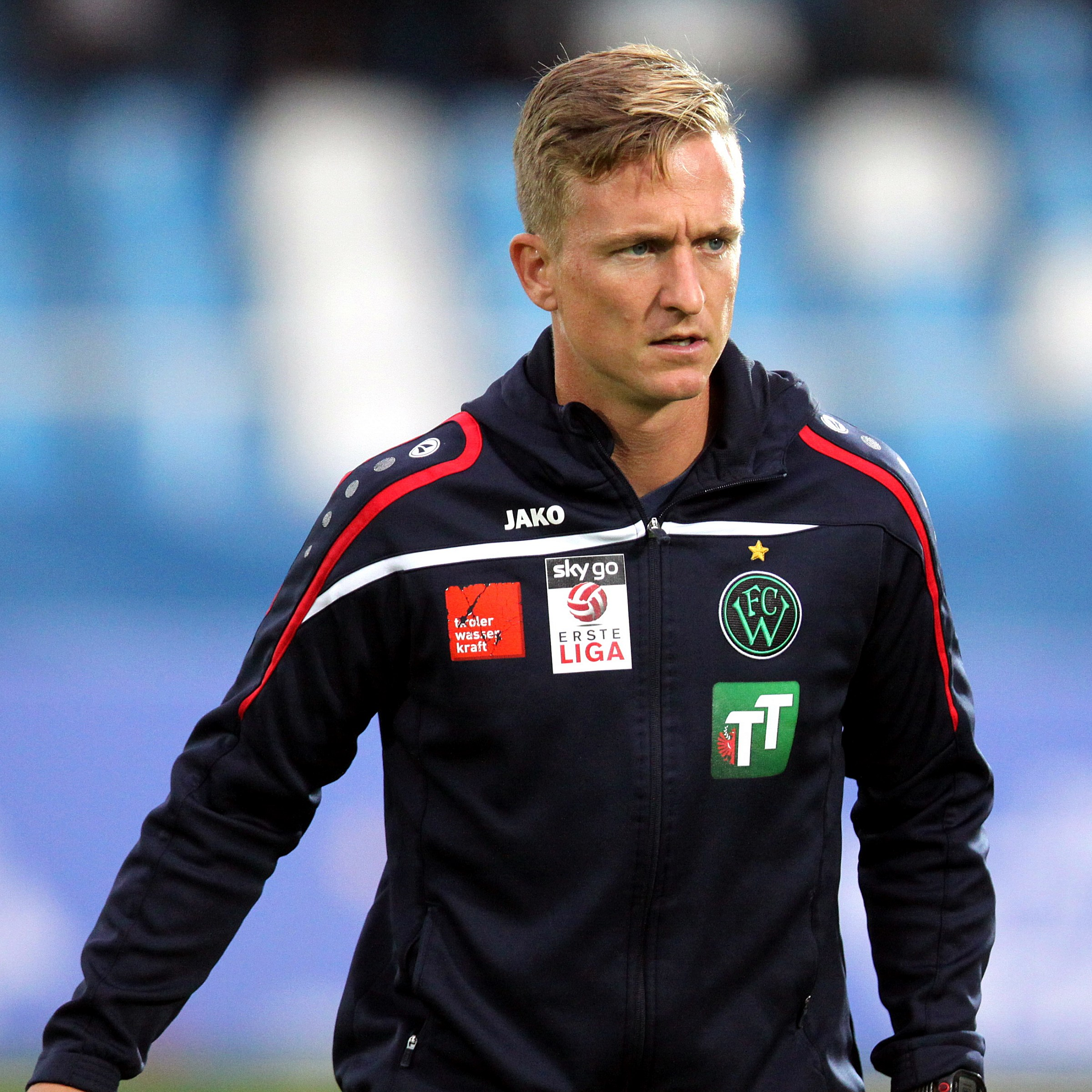
Andreas Schrott, Interimstrainer von 21. Mai bis 6. Juni 2016
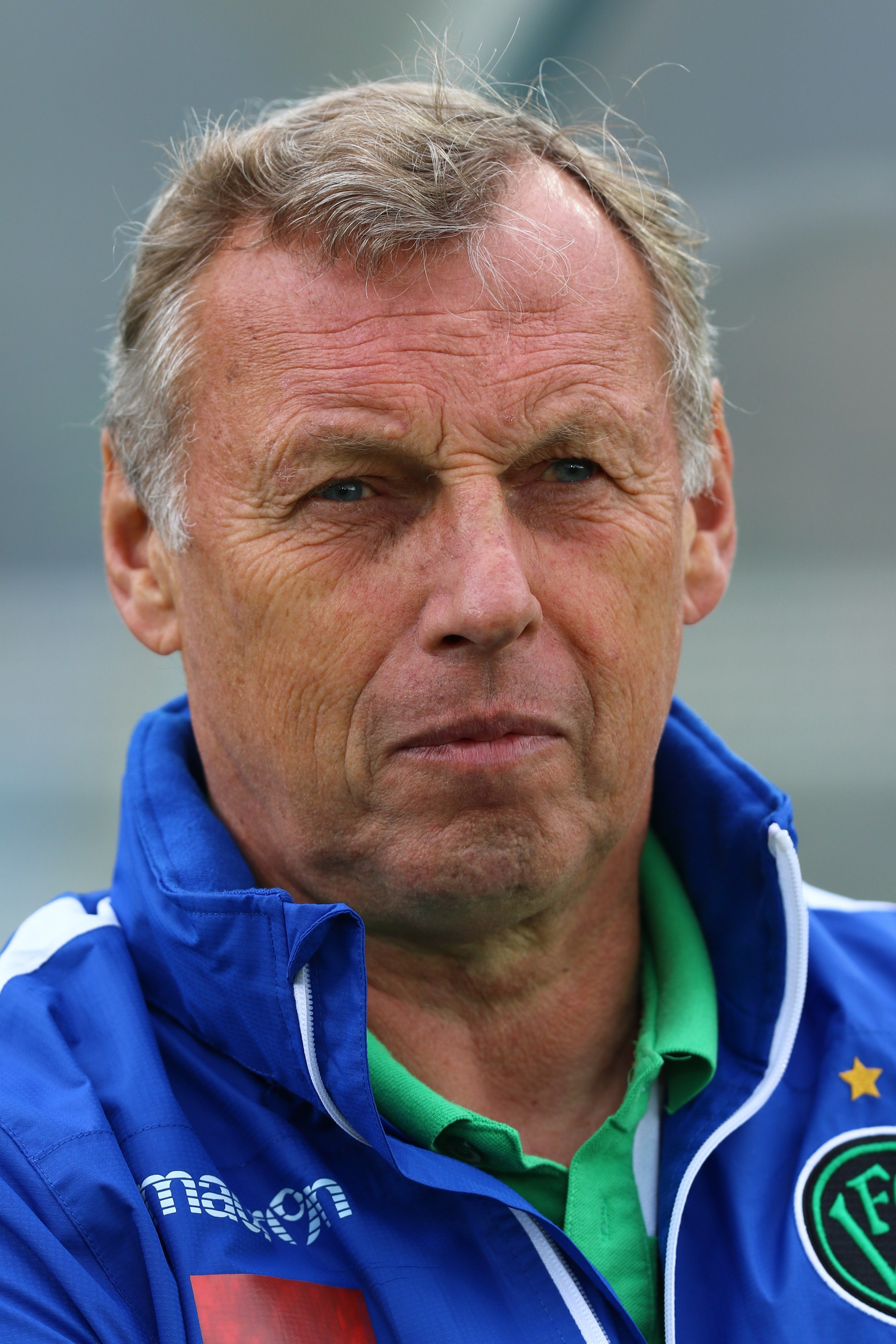
Karl Daxbacher war Innsbruck-Trainer von 2017 bis 2019
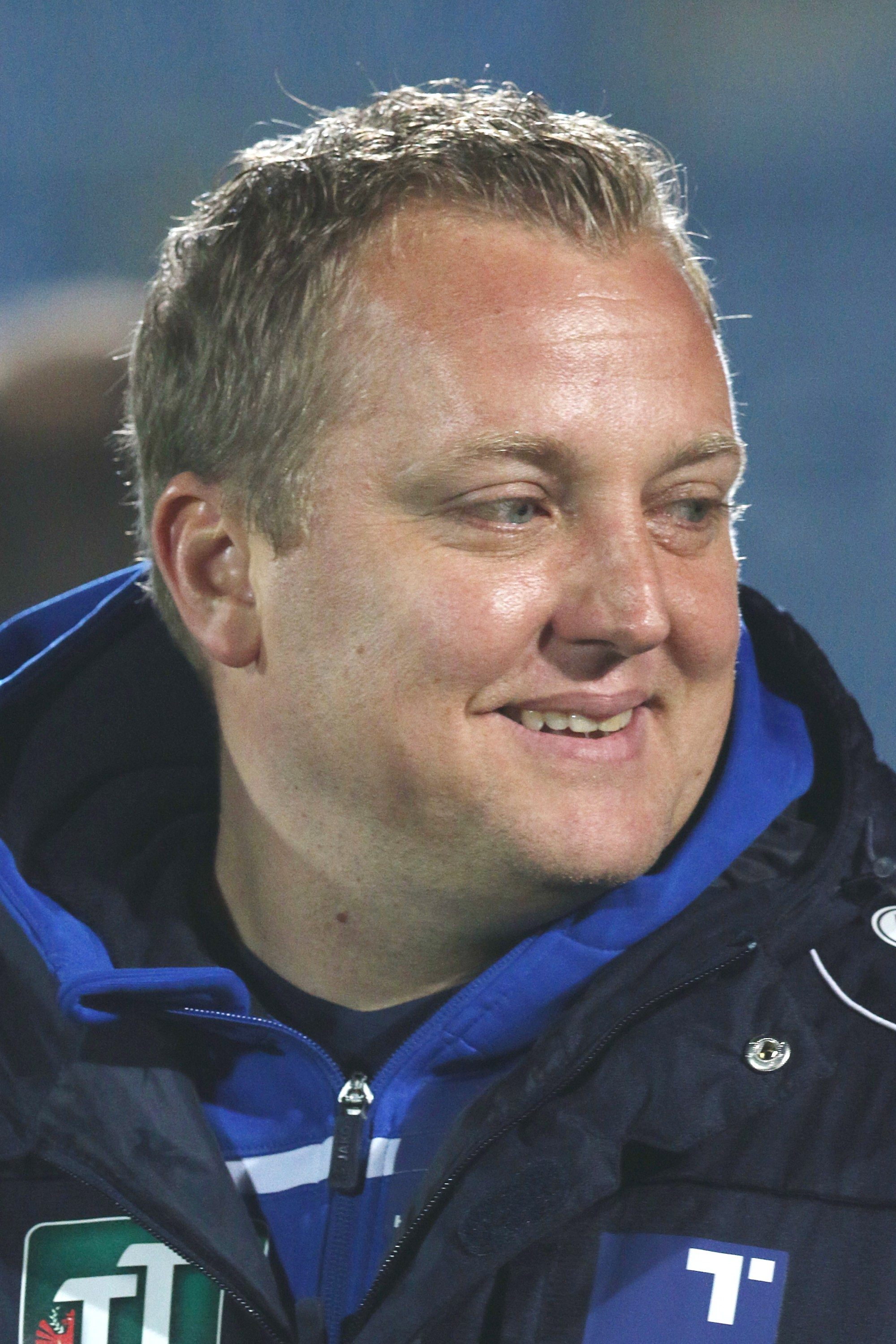
Thomas Grumser war von 2016 bis 2017 und 2019 bis 2020 Trainer
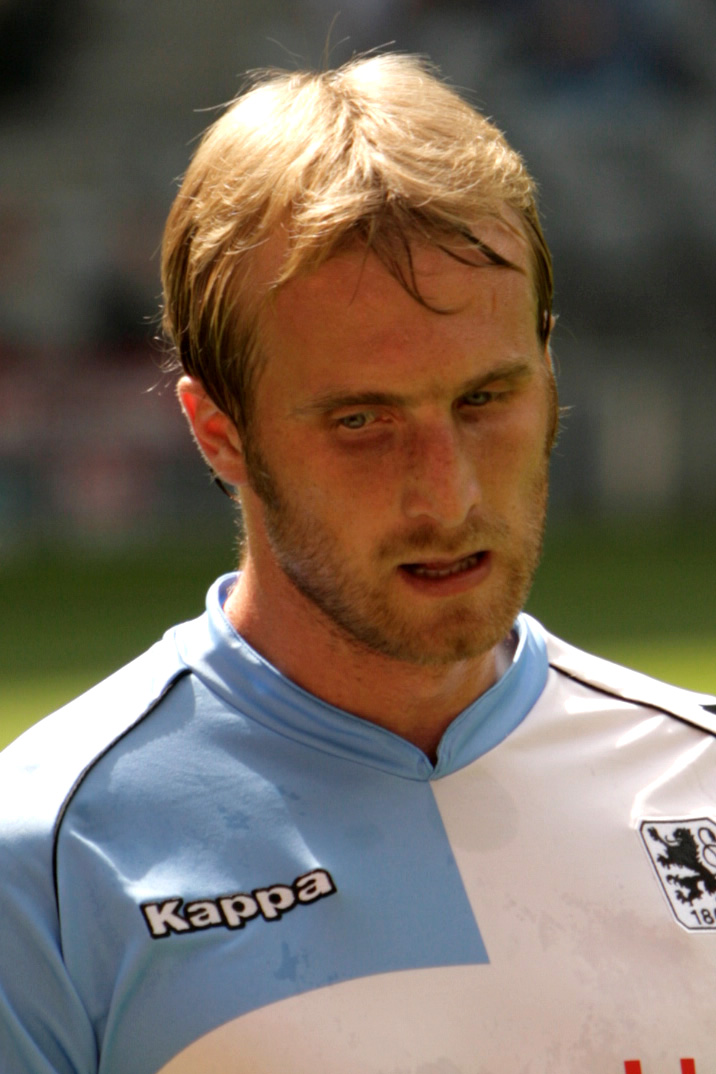
Daniel Bierofka, Trainer von 2020 bis 2021
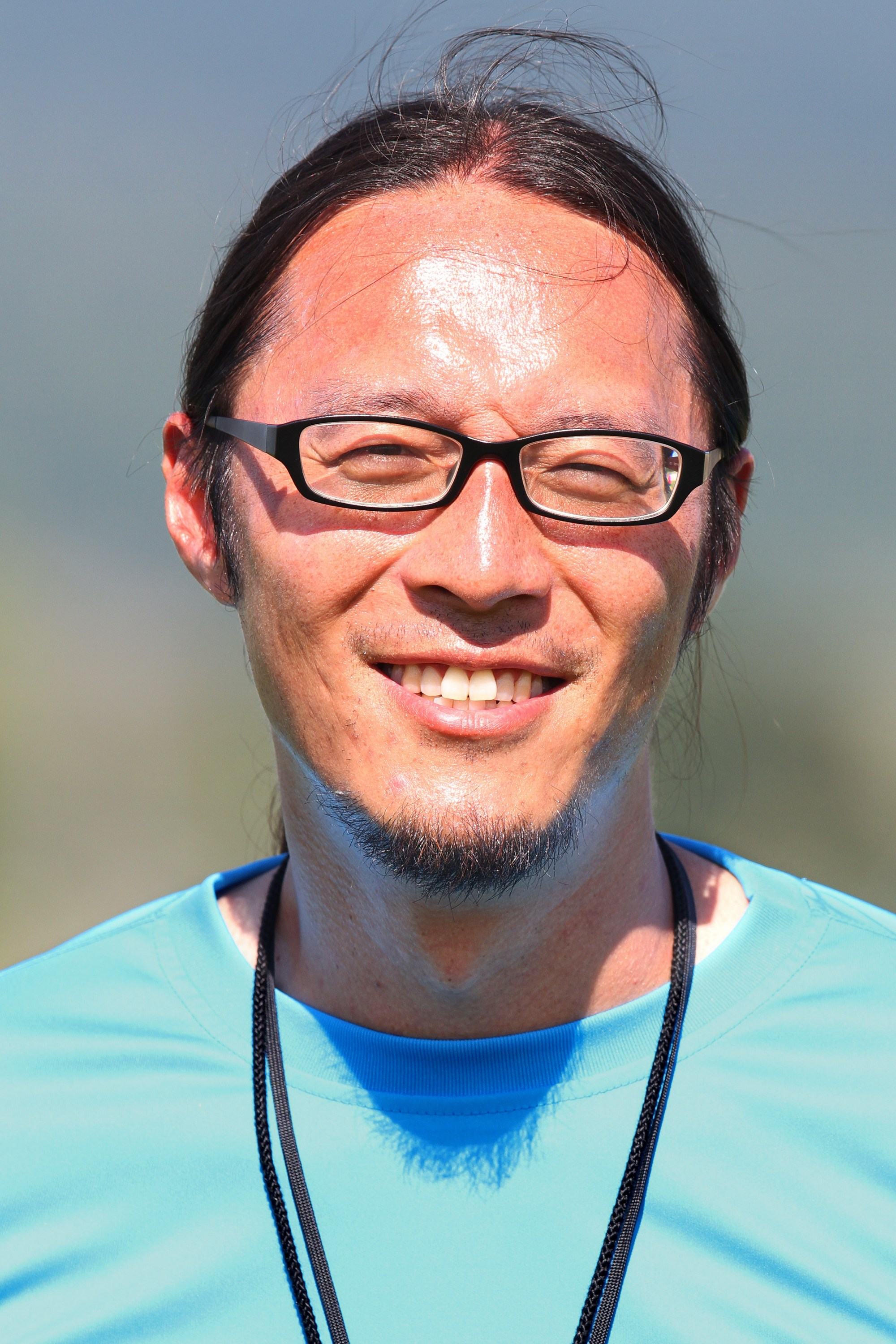
Masaki Morass, Interimstrainer 2021
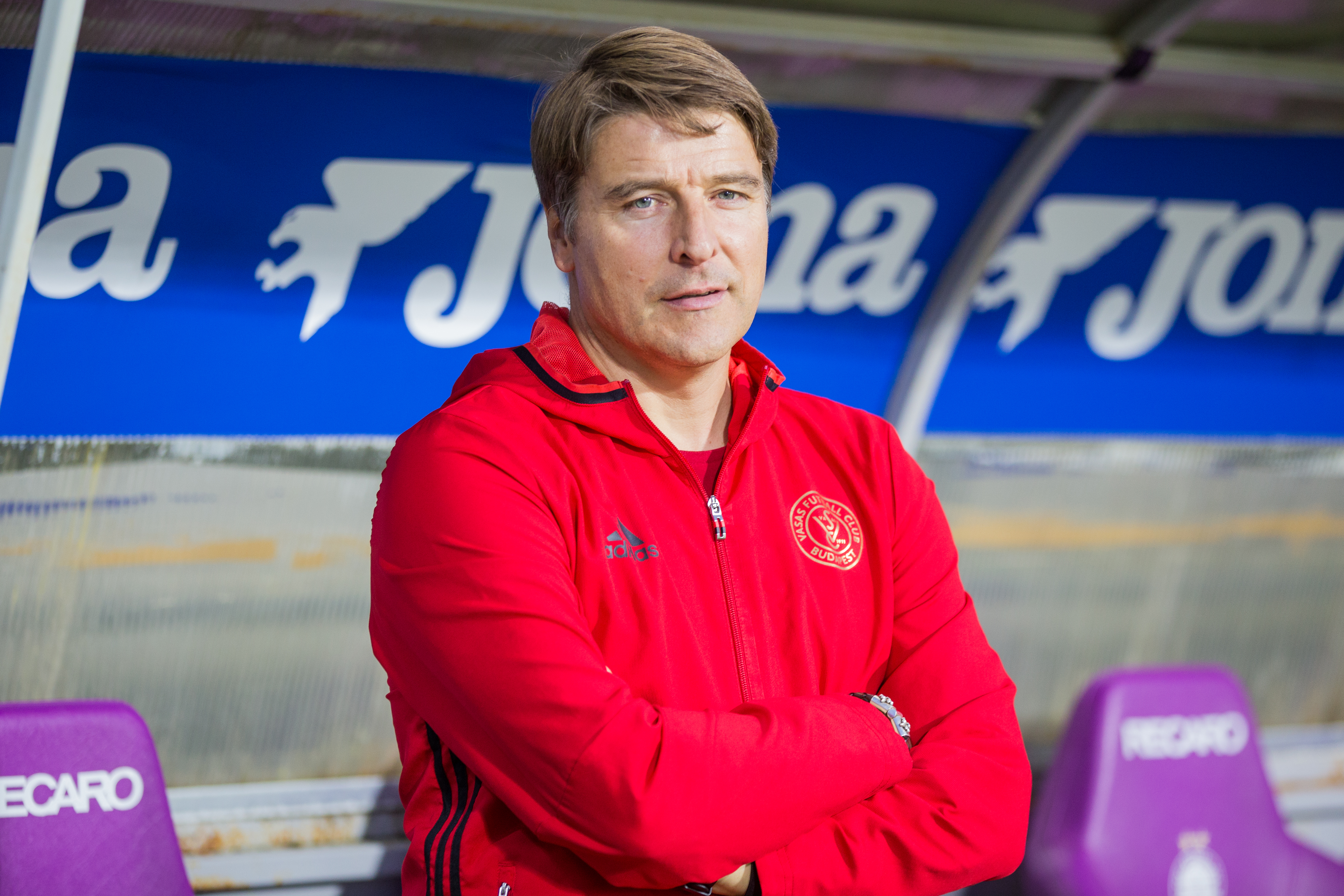
Michael Oenning, 2022 Trainer
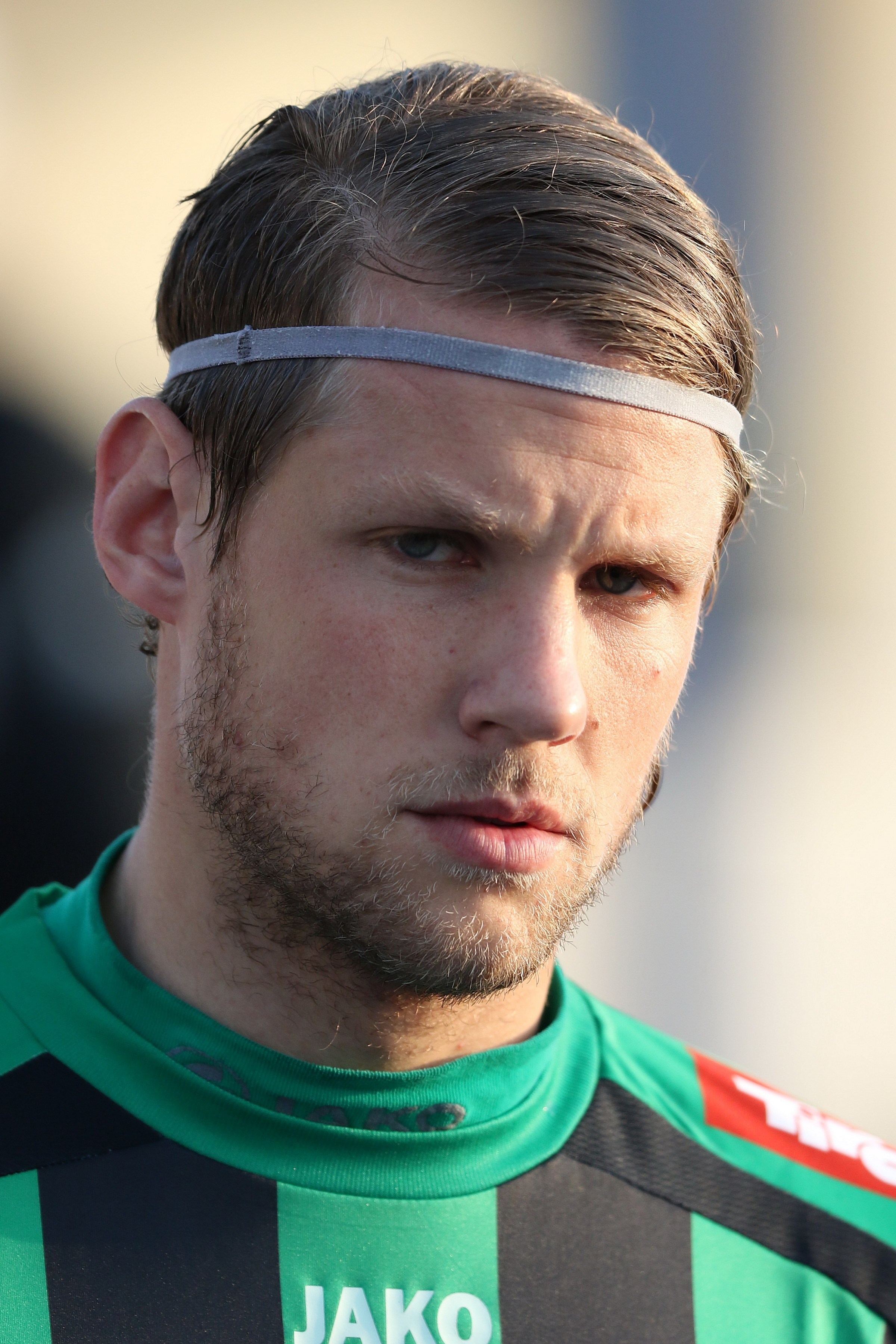
Sebastian Siller, 2023 Trainer

## Zweite Mannschaft (Herren)
Die 2. Herrenmannschaft des FC Wacker Innsbruck spielte seit 2019 in der drittklassigen Regionalliga Tirol. Nachdem die erste Mannschaft des Vereins nach Ende der Saison 2021/22 keine Lizenz für den österreichischen Profifußball mehr erhalten hatte und in die viertklassige Tirolliga zwangsabsteigen musste, durfte die Zweitvertretung in dieser Spielklasse nicht mehr weiterspielen. Die zweite Mannschaft startet zur Saison 2022/23 einen Neuanfang in der niedrigsten Spielklasse des Tiroler Fußballs, der 2. Klasse Mitte (9. Leistungsstufe).

## Fans

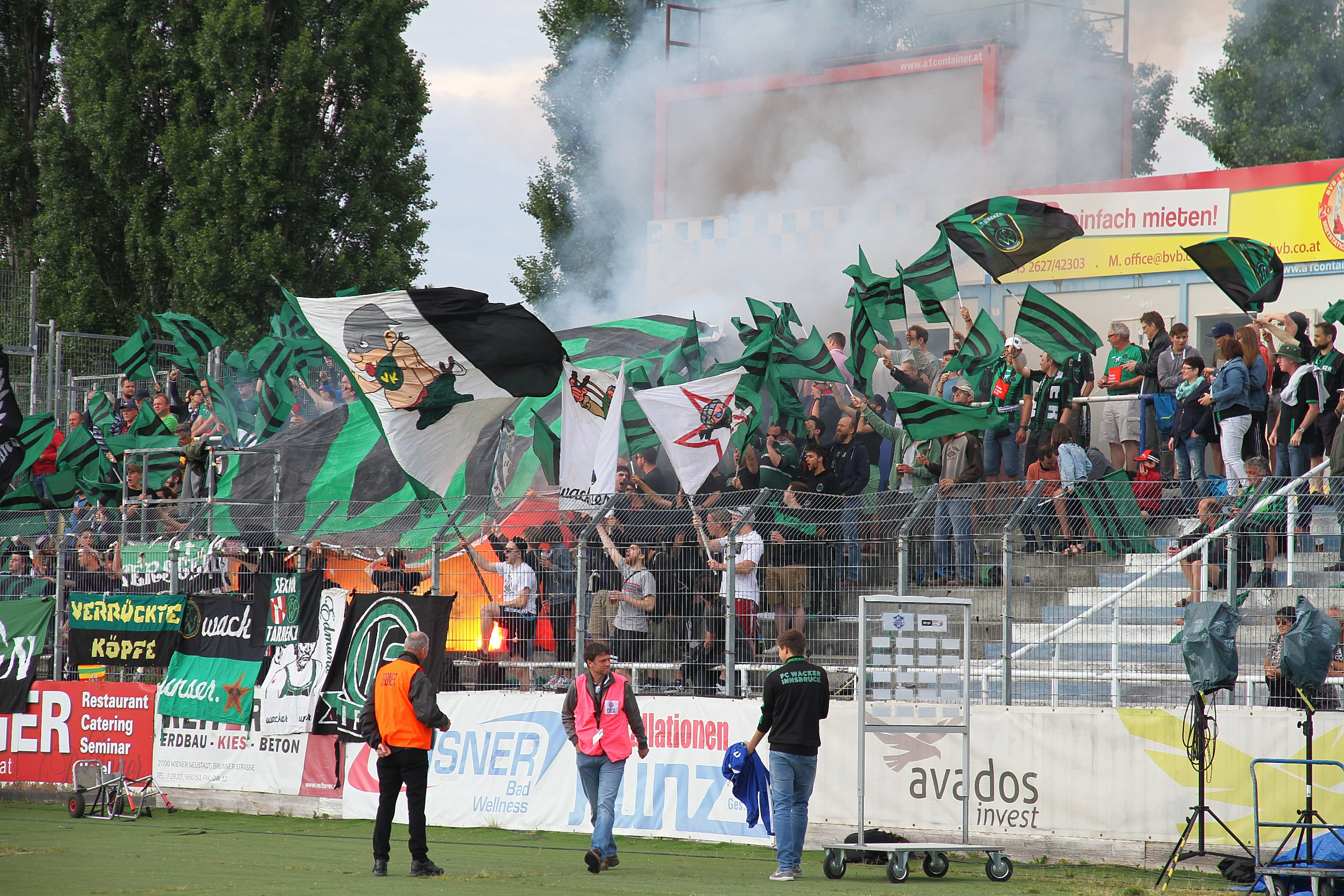
Auch in Auswärtsspielen wird der Verein von zahlreichen Fans unterstützt

Die Ultrà-orientierte Fanszene des FC Wacker Innsbruck ist als Tivoli Nord auf der Nordtribüne des Stadions Tivoli-Neu organisiert.
Die größte Fangruppe waren lange Zeit die Verrückten Köpfe (VK), die von 1991 bis 2023 bestanden. Bei der Gründung orientierten sich die VK an italienischen Ultra-Gruppierungen. Ab 1994 gaben sie das Fanzine „Die Stimme der Kurve – 117 Prozent Verrückte Köpfe“ heraus. Die VK artikulierten sich mehrfach auch politisch, so sorgten sie 2020 mit einem Transparent für Aufsehen, auf dem sie den damaligen Innenminister Karl Nehammer (ÖVP) aufgrund seiner restriktiven Migrationspolitik als „Mörder“ bezeichneten. Weitere Fanklubs sind Green Black Danube, Grün-Schwarze-Adler und wacker unser. Seit 2010 besteht eine weitere große Gruppe namens Unterland. Eine weitere wichtige Gruppierung war der Fanklub Nordpol Innsbruck, der seit 2003 bestand und für seine politischen Ambitionen bekannt war. 2010 löste sich Nordpol Innsbruck wegen eines Kurvenkonflikts auf. Im März 2019 löste sich mit Fanclub I Furiosi ein weiterer großer Fanclub auf. In dem Fall war der Grund der Verlust des Zaunfetzens bei einem Auswärtsspiel gegen den LASK. Die Fanklubs der Nordtribüne führen freundschaftliche Beziehungen zu den Fans von Eintracht Frankfurt (Ultras Frankfurt, Droogs) und der BSG Chemie Leipzig sowie zu Atalanta Bergamo (Brigate Nerazzurre) und Ternana Calcio (Freak Brothers Ternana).

## Titel und Erfolge
- 3 × Meister der zweitklassigen Ersten Liga: 2004, 2010, 2018
- 1 × Vizemeister der zweitklassigen Ersten Liga: 2009
- 1 × Meister der drittklassigen Regionalliga West: 2003

Anmerkung: Der Titel als Drittligameister aus dem Jahre 2003 wurde als Spielgemeinschaft mit der WSG Swarovski Wattens errungen.